# Amir Ohana

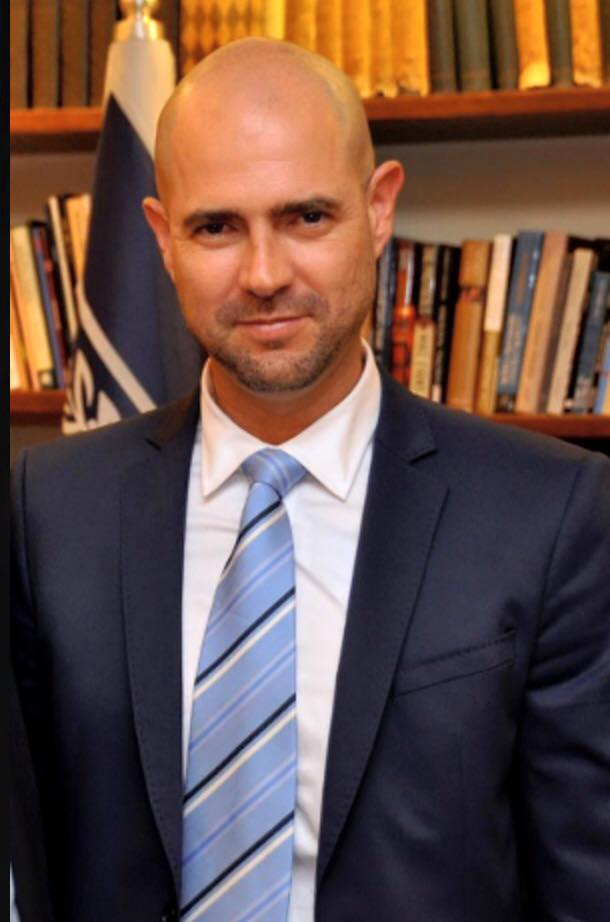
Amir Ohana (2015)

Amir Ohana (hebräisch אָמִיר אוֹחָנָה, * 15. März 1976 in Beʾer Scheva, aufgewachsen in Rischon LeZion) ist ein israelischer Politiker der Partei Likud. Am 29. Dezember 2022 wurde Ohana zum Parlamentspräsidenten gewählt.
Von Juni 2019 bis Mai 2020 war er Justizminister im Kabinett Netanjahu IV und von Mai 2020 bis Juni 2021 Minister für Öffentliche Sicherheit im Kabinett Netanjahu V.

## Leben
Ohana studierte Rechtswissenschaften und ist in Israel als Rechtsanwalt tätig. Im Dezember 2015 zog er als Abgeordneter in die Knesset ein, nachdem der bisherige Innenminister und Abgeordnete Silvan Shalom seine Ämter aufgab. Bei der Parlamentswahl im März 2020 wurde er erneut als Abgeordneter in die Knesset gewählt. Nachdem Ayelet Shaked Anfang Juni 2019 als Justizministerin entlassen worden war, wurde Ohana zu ihrem Nachfolger ernannt. Er ist damit der erste offen schwule Minister in Israels Geschichte. Er ist Vorsitzender von „Likud Pride“, der Gruppe queerer Likud-Mitglieder.
Ohana lebt mit seinem Lebenspartner Alon Hadad in Tel Aviv. Das Paar hat zwei Kinder aus einer Leihmutterschaft.

## Positionen
Ohana gilt als absolut loyaler Gefolgsmann von Benjamin Netanjahu.
Er leitete den Knesset-Ausschuss für das umstrittene israelische Nationalstaatsgesetz, das 2018 verabschiedet wurde. In einem Interview sagte eine Journalistin: »Dieses Gesetz würde eine bestimmte Bevölkerung auf einen Status zweiter Klasse herabstufen. Es besagt, dass wir Juden die besten Gastgeber der Welt sein werden, aber dass wir hier die Hausherren sind.« Ohana antworte: »Richtig. Das ist die Wahrheit.«
Ohana tritt vehement dagegen ein, dass Israel die Kontrolle über das besetzte Westjordanland aufgibt.
Ohana leugnet die Existenz eines palästinensischen Volkes. Er sagte:
Was ist ein palästinensisches Volk? Was unterscheidet es von anderen Völkern? Hat es eine eigene Sprache? Eine eigene Währung? Nein. Deshalb kann ich zu Mohammed gehen und zu ihm sagen: »Auch wenn dein Großvater und vielleicht der Großvater deines Großvaters hier geboren wurden – das ist mein Land.«
Ohana wirft Arabern und Muslimen »kulturell bedingte Mordlust« (רצחנות תרבותית) vor:
Wer ist für die Morde und Massaker auf der Welt in den letzten 50 Jahren verantwortlich? Die Muslime. Nicht in 100 Prozent der Fälle, aber doch in einer deutlichen Mehrheit von mehr als 90 Prozent. Das ist kulturell bedingte Mordlust. Wir haben Angst, es zu sagen, weil es rassistisch klingt. Jede Kultur hat ihre eigenen Züge, oder?
In demselben Interview trat Ohana dafür ein, »Terroristen« ohne Gerichtsverfahren zu töten, und verteidigte Elor Azaria, der in Hebron einen gefangenen palästinensischen Angreifer erschossen hatte, der verwundet war und in Gewahrsam der israelischen Armee am Boden lag. Ohana sagte: »Ich hätte nicht elf Minuten lang gewartet [während der Palästinenser am Boden lag], ich hätte ihn in der ersten Sekunde erschossen.«
Auf die Frage, was ihn als »schwulen Rechten« kennzeichne, sagte Ohana: »Homosexualität ist ein gewisser Aspekt des Ganzen, das mich ausmacht, aber es ist kein dominantes Element. Es sind nicht 80 Prozent, sondern 20 Prozent«.
Anfang Juli 2025 gehörte Ohana zusammen mit 14 Ministern der Likud-Partei zu den Unterzeichnern eines Briefes an Ministerpräsident Netanjahu, in dem diese die sofortige Annexion des Westjordanlandes forderten.